# Fearless (sång)
Fearless är en låt av den amerikanska countrypopsångerskan Taylor Swift, som är från hennes andra studioalbum Fearless. Den släpptes först den 14 oktober 2008 på Itunes Store i och med hennes skivsläpp, och blev hennes tredje topp-tio-hit på Billboard Hot 100, där den debuterade som nummer nio. Låten släpptes till countryradio den 4 januari 2010, och blev sångerskans femte singel från albumet.

## Listplaceringar
| Singellista (2008)                       | Topplacering |
| ---------------------------------------- | ------------ |
| Canadian Hot 100                         | 69           |
| U.S. Billboard Hot 100                   | 9            |
| U.S. Billboard Pop 100                   | 18           |
| Singellista (2009)                       | Topplacering |
| UK Singles Chart                         | 111          |
| Singellista (2010)                       | Topplacering |
| U.S. Billboard Hot Country Songs         | 50           |
| Canadian Radio & Records Country Singles | 31           |